# Thunderstrike
Thunderstrike est un personnage de fiction appartenant à l'univers Marvel. Il est apparu pour la première fois dans le comic book Thor et a plus tard été le héros d'une série à laquelle il donnera son nom.

## Publication
Eric Masterson apparaît pour la première fois dans  Thor #391. Dans le numéro 408 de ce comic book, son identité se confond avec celle de Thor et Masterson devient l'alter ego du dieu du tonnerre et ce jusqu'au numéro 432. Dans cet épisode il prend la place de Thor qu'il gardera jusqu'au numéro 459. Après que Thor a repris sa place, Eric Masterson devient  Thunderstrike dans la série éponyme dont le premier numéro sort en juin 1993. La série dure 24 numéros et est arrêtée en septembre 1995. Thunderstrike est aussi apparu dans la mini-série Thor Corps et dans la série Thor.
Il est membre de l'équipe des vengeurs du numéro 343 au 374. En 2010, une mini-série, écrite par Tom DeFalco et dessinée par Ron Frenz met en scène un nouveau Thunderstrike qui se révèle être le fils d'Eric Masterson, Kevin.

## Biographie fictive
Eric Kevin Masterson est architecte quand il rencontre Thor. Blessé, attaqué par la Femme-Sable puis par la Mangouste, Masterson accompagne Thor dans la galaxie noire. Blessé grièvement par la Mangouste, Masterson reçoit l'aspect et les pouvoirs de Thor alors que celui-ci est enfermé par Odin dans l'esprit d'Eric afin de sauver la vie de celui-ci. Masterson est plus tard séparé de Thor grâce à l'intervention de Heimdall qui bannit Thor, et transforme Masterson en un nouveau Thor. Masterson revient sur Terre et rejoint les Vengeurs. Thor, plus tard, retrouve sa place et Odin donne à Masterson un nouveau maillet,  Thunderstrike. Eric se dessine un nouveau costume et prend le pseudonyme de Thunderstrike. Sa vie de super-héros prend fin après un combat contre Seth le dieu égyptien de la mort. Son âme est alors envoyée, non pas au Valhalla mais dans l'après-vie par Odin.

## Pouvoirs et capacités
Les pouvoirs d'Eric proviennent de son maillet magique Thunderstrike, fabriqué à partir d'un métal asgardien, l'uru et enchanté par Odin. En frappant son maillet Eric prend sa personnalité de Thunderstrike ou reprend sa forme mortelle entièrement guéri des blessures qu'il aurait subies  sous son avatar de super-héros (il peut cependant être victime des enchantements subis sous sa forme de Thunderstrike). Son maillet devient alors une simple canne de bois.
Le maillet peut être lancé à une très grande distance et revenir dans les mains de son propriétaire. En tenant son maillet et en le lançant Thunderstrike est capable de voler. Il est capable grâce à cette arme de projeter des rayons d'énergie mystique.  Grâce à ce maillet, il peut aussi survivre des conditions extrêmes, comme de se déplacer dans l'espace sans oxygène. Enfin Thundestrike en tournant rapidement son maillet peut créer des vortex magiques lui permettant de se téléporter.
Sous l'apparence de Thunderstrike, Eric Masterson acquiert une force, une endurance, une agilité, très supérieures à la normale. Il est alors un des héros les plus forts dans l'univers Marvel. Par ailleurs il est un excellent combattant au corps à corps depuis que Captain America l'a entraîné.

## Apparition dans d'autres médias
- Thunderstrike apparaît dans les jeux vidéo Spider-Man and Venom: Maximum Carnage et Avengers in Galactic Storm.